# Pistola .380 MD1
Pistola em calibre .380 ACP, fabricada pela IMBEL, derivada da Colt M1911 com dimensões reduzidas para melhor portabilidade.
Características:
Carregador : Bifilar (17+1 ou 19+1 com prolongador)
Calibre : .380 ACP
Comprimento : 194 mm
Comprimento do cano : 108mm (4,25”)
Altura : 136 mm
Espessura : 38 mm
Peso sem carregador : 1010 g
Peso do carregador : 109 g (vazio) / 293g (17+1) 312g (19+1)
Raiamento : 6 H 1:406mm
Cano : Leve e Rampado
Armação : Aço carbono
Ferrolho : Aço Carbono
Funcionamento : semiautomático em ação simples